# 三角车属
三角车属（学名：Rinorea）是堇菜科下的一个属，为灌木或乔木植物。该属共有340种，分布于热带地区。

## 物種
本種目前已知有下列數種：
- Rinorea abbreviata（瑞典语：Rinorea abbreviata） Achound. & Bos
- Rinorea acutidens（瑞典语：Rinorea acutidens） M.Brandt
- Rinorea adnata（瑞典语：Rinorea adnata） Chipp
- Rinorea adolfi-friderici（瑞典语：Rinorea adolfi-friderici） M.Brandt
- Rinorea afzelii（瑞典语：Rinorea afzelii） Engl.
- Rinorea albicaulis（瑞典语：Rinorea albicaulis） (Turcz.) S.F.Blake
- Rinorea albidiflora（瑞典语：Rinorea albidiflora） Engl.
- Rinorea amapensis（瑞典语：Rinorea amapensis） Hekking
- Rinorea analavelensis（瑞典语：Rinorea analavelensis） H.Perrier
- Rinorea anguifera (Lour.) Kuntze
- Rinorea angustifolia（瑞典语：Rinorea angustifolia） (Thouars) Baill.
- Rinorea antioquiensis（英语：Rinorea antioquiensis） L.B.Sm. & A.Fernández
- Rinorea apertior（瑞典语：Rinorea apertior） Achound. & Bos
- Rinorea apiculata（瑞典语：Rinorea apiculata） Hekking
- Rinorea arborea（瑞典语：Rinorea arborea） (Thouars) Baill.
- Rinorea arenicola M.Brandt
- Rinorea astrolabes（瑞典语：Rinorea astrolabes） (K.Schum. & Lauterb.) Melch.
- Rinorea auriculata（瑞典语：Rinorea auriculata） (Tul.) Baill.
- Rinorea australasica（瑞典语：Rinorea australasica） C.T.White
- Rinorea aylmeri（瑞典语：Rinorea aylmeri） Chipp
- Rinorea bahiensis（瑞典语：Rinorea bahiensis） (Moric.) Kuntze
- Rinorea batesii Chipp
- Rinorea beckeri (H.Boissieu) Gagnep.
- Rinorea belalongii（瑞典语：Rinorea belalongii） P.F.Stevens
- 三角车 Rinorea bengalensis (Wall.) Kuntze
- Rinorea beniensis（瑞典语：Rinorea beniensis） Engl.
- Rinorea bicornuta（英语：Rinorea bicornuta） Hekking
- Rinorea boinensis（瑞典语：Rinorea boinensis） H.Perrier
- Rinorea botryoides（瑞典语：Rinorea botryoides） Achound. & Bos
- Rinorea brachypetala（瑞典语：Rinorea brachypetala） (Turcz.) Kuntze
- Rinorea brachythrix（英语：Rinorea brachythrix） S.F.Blake
- Rinorea brandtii（瑞典语：Rinorea brandtii） De Wild.
- Rinorea breteleri（瑞典语：Rinorea breteleri） Achound.
- Rinorea brevipes（瑞典语：Rinorea brevipes） (Benth.) S.F.Blake
- Rinorea breviracemosa（瑞典语：Rinorea breviracemosa） Chipp
- Rinorea bullata（瑞典语：Rinorea bullata） H.Perrier
- Rinorea bussei（瑞典语：Rinorea bussei） M.Brandt
- Rinorea calcicola Velzen & Wieringa
- Rinorea callmanderi Wahlert
- Rinorea calophylla (Tul.) Baill.
- Rinorea calycina（瑞典语：Rinorea calycina） (Tul.) Baill.
- Rinorea campoensis（瑞典语：Rinorea campoensis） M.Brandt
- Rinorea camptoneura（瑞典语：Rinorea camptoneura） (Radlk.) Melch.
- Rinorea carolinensis（瑞典语：Rinorea carolinensis） Kaneh.
- Rinorea castaneoides（瑞典语：Rinorea castaneoides） (Oliv.) Kuntze
- Rinorea caudata（瑞典语：Rinorea caudata） (Oliv.) Kuntze
- Rinorea cerasifolia（瑞典语：Rinorea cerasifolia） M.Brandt
- Rinorea ceylanica (Arn.) Kuntze
- Rinorea chevalieri（瑞典语：Rinorea chevalieri） Exell
- Rinorea cinerea（瑞典语：Rinorea cinerea） (King) Jarvie & P.F.Stevens
- Rinorea claessensii（瑞典语：Rinorea claessensii） De Wild.
- Rinorea comorensis（瑞典语：Rinorea comorensis） Engl.
- Rinorea comosa（瑞典语：Rinorea comosa） (King) Merr.
- Rinorea comperei（瑞典语：Rinorea comperei） Taton
- Rinorea congesta（瑞典语：Rinorea congesta） Forman
- Rinorea convallarioides（瑞典语：Rinorea convallarioides） (Baker f.) Eyles
- Rinorea cordata（英语：Rinorea cordata） L.B.Sm. & A.Fernández
- Rinorea cornigera（瑞典语：Rinorea cornigera） H.Perrier
- Rinorea crassa（瑞典语：Rinorea crassa） P.F.Stevens
- Rinorea crassifolia（瑞典语：Rinorea crassifolia） (Baker f.) De Wild.
- Rinorea crenata（英语：Rinorea crenata） S.F.Blake
- Rinorea curtirama（瑞典语：Rinorea curtirama） Achound. & Bos
- Rinorea cuspa (Kunth) Baill.
- Rinorea dasyadena（英语：Rinorea dasyadena） A.Robyns
- Rinorea decora（瑞典语：Rinorea decora） (Trimen) Melch.
- Rinorea deflexa（英语：Rinorea deflexa） (Benth.) S.F.Blake
- Rinorea deflexiflora（瑞典语：Rinorea deflexiflora） Bartlett
- Rinorea dentata（英语：Rinorea dentata） (P.Beauv.) Kuntze
- Rinorea dewitii（瑞典语：Rinorea dewitii） Achound.
- Rinorea dionysiana（瑞典语：Rinorea dionysiana） Taton
- Rinorea disticha (Zoll.) Melch.
- Rinorea diversifolia（瑞典语：Rinorea diversifolia） H.Perrier
- Rinorea djalonensis（瑞典语：Rinorea djalonensis） A.Chev. ex Hutch. & Dalziel
- Rinorea domatiosa（瑞典语：Rinorea domatiosa） A.E.van Wyk
- Rinorea dubia（瑞典语：Rinorea dubia） De Wild.
- Rinorea ebolowensis（瑞典语：Rinorea ebolowensis） M.Brandt
- Rinorea elliptica（瑞典语：Rinorea elliptica） (Oliv.) Kuntze
- Rinorea endotricha（英语：Rinorea endotricha） Sandwith
- Rinorea erianthera C.Y.Wu & Chu Ho
- Rinorea exappendiculata（瑞典语：Rinorea exappendiculata） Engl.
- Rinorea falcata（瑞典语：Rinorea falcata） (Mart. ex Eichler) Kuntze
- Rinorea fausteana（英语：Rinorea fausteana） Achound.
- Rinorea ferruginea（瑞典语：Rinorea ferruginea） Engl.
- Rinorea flavescens（瑞典语：Rinorea flavescens） (Aubl.) Kuntze
- Rinorea formicaria（瑞典语：Rinorea formicaria） (Elmer) Merr.
- Rinorea friisii（瑞典语：Rinorea friisii） M.G.Gilbert
- 加蓬三角车 Rinorea gabunensis（瑞典语：Rinorea gabunensis） Engl.
- Rinorea gilletii（瑞典语：Rinorea gilletii） De Wild.
- Rinorea gossweileri（瑞典语：Rinorea gossweileri） Exell
- Rinorea greveana（瑞典语：Rinorea greveana） Baill.
- Rinorea griffithii（瑞典语：Rinorea griffithii） (Hook.f. & Thomson) Kuntze
- Rinorea guatemalensis（瑞典语：Rinorea guatemalensis） (S.Watson) Bartlett
- Rinorea guianensis（瑞典语：Rinorea guianensis） Aubl.
- Rinorea haughtii（英语：Rinorea haughtii） L.B.Sm. & A.Fernández
- Rinorea heteroclita（瑞典语：Rinorea heteroclita） (Roxb.) Craib
- Rinorea hirsuta（英语：Rinorea hirsuta） Hekking
- Rinorea horneri（瑞典语：Rinorea horneri） (Korth.) Kuntze
- Rinorea hummelii（瑞典语：Rinorea hummelii） Sprague
- Rinorea hymenosepala（英语：Rinorea hymenosepala） S.F.Blake
- Rinorea iliaspaiei（瑞典语：Rinorea iliaspaiei） M.Jacobs
- Rinorea ilicifolia（瑞典语：Rinorea ilicifolia） (Welw. ex Oliv.) Kuntze
- Rinorea insularis（瑞典语：Rinorea insularis） Engl.
- Rinorea ituriensis（瑞典语：Rinorea ituriensis） M.Brandt
- 日本三角车 Rinorea javanica (Blume) Kuntze
- Rinorea johnstonei (Stapf) M.Brandt
- Rinorea kamerunensis（瑞典语：Rinorea kamerunensis） Engl.
- Rinorea keayi（英语：Rinorea keayi） Brenan
- Rinorea kibbiensis（瑞典语：Rinorea kibbiensis） Chipp
- Rinorea kisavuensis（瑞典语：Rinorea kisavuensis） Taton
- Rinorea laevigata（瑞典语：Rinorea laevigata） (Sol. ex Ging.) Hekking
- Rinorea lanceolata（瑞典语：Rinorea lanceolata） (Roxb.) Kuntze
- Rinorea latibracteata（瑞典语：Rinorea latibracteata） M.Brandt
- Rinorea laurentii（瑞典语：Rinorea laurentii） De Wild.
- Rinorea laurifolia（英语：Rinorea laurifolia） L.B.Sm. & A.Fernández
- Rinorea ledermannii（瑞典语：Rinorea ledermannii） Engl.
- Rinorea leiophylla（瑞典语：Rinorea leiophylla） M.Brandt
- Rinorea lepidobotrys Mildbr.
- Rinorea letouzeyi（瑞典语：Rinorea letouzeyi） Achound.
- Rinorea liberica（瑞典语：Rinorea liberica） Engl.
- Rinorea lindeniana（瑞典语：Rinorea lindeniana） (Tul.) Kuntze
- Rinorea longicuspis Engl.
- Rinorea longifolia（瑞典语：Rinorea longifolia） De Wild.
- Rinorea longipes（瑞典语：Rinorea longipes） (Tul.) Baill.
- Rinorea longiracemosa（瑞典语：Rinorea longiracemosa） (Kurz) Craib
- Rinorea longisepala（瑞典语：Rinorea longisepala） Engl.
- Rinorea longistipulata（英语：Rinorea longistipulata） Hekking
- Rinorea lualensis Exell & Mendonça
- Rinorea macrantha（瑞典语：Rinorea macrantha） M.Jacobs
- Rinorea macrocarpa（瑞典语：Rinorea macrocarpa） (Mart. ex Eichler) Kuntze
- Rinorea macrophylla（瑞典语：Rinorea macrophylla） (Decne.) Kuntze
- Rinorea maculata（瑞典语：Rinorea maculata） (Tul.) Baill.
- Rinorea malembaensis（瑞典语：Rinorea malembaensis） Taton
- Rinorea mandrarensis（瑞典语：Rinorea mandrarensis） H.Perrier
- Rinorea marginata（英语：Rinorea marginata） (Triana & Planch.) Rusby ex J.R.Johnst.
- Rinorea maximiliani（英语：Rinorea maximiliani） (Eichler) Kuntze
- Rinorea mayumbensis（瑞典语：Rinorea mayumbensis） Exell
- Rinorea melanodonta（瑞典语：Rinorea melanodonta） S.F.Blake
- Rinorea mezilii（瑞典语：Rinorea mezilii） Achound.
- Rinorea microdon（瑞典语：Rinorea microdon） M.Brandt
- Rinorea microglossa（瑞典语：Rinorea microglossa） Engl.
- Rinorea microphylla（瑞典语：Rinorea microphylla） H.Perrier
- Rinorea mildbraedii（瑞典语：Rinorea mildbraedii） M.Brandt
- Rinorea molleri（瑞典语：Rinorea molleri） M.Brandt
- Rinorea monticola（瑞典语：Rinorea monticola） (Tul.) Baill.
- Rinorea multinervis（瑞典语：Rinorea multinervis） M.Brandt
- Rinorea multivenosa（瑞典语：Rinorea multivenosa） Hekking
- Rinorea mutica（瑞典语：Rinorea mutica） (Tul.) Baill.
- Rinorea neglecta（瑞典语：Rinorea neglecta） Sandwith
- Rinorea niccolifera（英语：Rinorea niccolifera） Fernando
- Rinorea oblanceolata（瑞典语：Rinorea oblanceolata） Chipp
- Rinorea oblongifolia（瑞典语：Rinorea oblongifolia） (C.H.Wright) C.Marquand ex Chipp
- Rinorea oppositifolia（瑞典语：Rinorea oppositifolia） Exell
- Rinorea oraria（英语：Rinorea oraria） Steyerm. & A.Fernández
- Rinorea oubanguiensis（瑞典语：Rinorea oubanguiensis） Tisser.
- Rinorea ovalifolia（瑞典语：Rinorea ovalifolia） (Britton) S.F.Blake
- Rinorea ovata Chipp
- Rinorea oxycarpa（瑞典语：Rinorea oxycarpa） Exell
- Rinorea palaucica（瑞典语：Rinorea palaucica） Kaneh. & Hatus.
- Rinorea paniculata（瑞典语：Rinorea paniculata） (Mart.) Kuntze
- Rinorea parviflora（瑞典语：Rinorea parviflora） Chipp
- Rinorea pauciflora（瑞典语：Rinorea pauciflora） (Thouars) Baill.
- Rinorea pectino-squamata（英语：Rinorea pectino-squamata） Hekking
- Rinorea pilosa（瑞典语：Rinorea pilosa） Chipp
- Rinorea prasina（瑞典语：Rinorea prasina） (Stapf) Chipp
- Rinorea preussii（瑞典语：Rinorea preussii） Engl.
- Rinorea pubiflora（瑞典语：Rinorea pubiflora） (Benth.) Sprague & Sandwith
- Rinorea pugionifera（瑞典语：Rinorea pugionifera） (Oudem.) H.Perrier
- Rinorea racemosa（瑞典语：Rinorea racemosa） (Mart.) Kuntze
- Rinorea ramiziana（英语：Rinorea ramiziana） Glaz. ex Hekking
- Rinorea ranirisonii（瑞典语：Rinorea ranirisonii） Nusb. & Wahlert
- Rinorea raymondiana（瑞典语：Rinorea raymondiana） Taton
- Rinorea riana（瑞典语：Rinorea riana） Kuntze
- Rinorea rubra（瑞典语：Rinorea rubra） (Tul.) Baill.
- Rinorea rubrotincta（瑞典语：Rinorea rubrotincta） Chipp
- Rinorea rudolphiana（瑞典语：Rinorea rudolphiana） Taton
- Rinorea sapinii（瑞典语：Rinorea sapinii） De Wild.
- Rinorea scheffleri（瑞典语：Rinorea scheffleri） Engl.
- Rinorea sciaphila（瑞典语：Rinorea sciaphila） M.Brandt
- Rinorea sclerocarpa（瑞典语：Rinorea sclerocarpa） (Burgersd.) Melch.
- Rinorea scorpioidea（瑞典语：Rinorea scorpioidea） (H.Boissieu) Gagnep.
- Rinorea seleensis（瑞典语：Rinorea seleensis） De Wild.
- 短柄三角车 Rinorea sessilis (Lour.) Kuntze
- Rinorea simoneae（瑞典语：Rinorea simoneae） Achound.
- Rinorea sinuata（瑞典语：Rinorea sinuata） Chipp
- Rinorea soyauxii（瑞典语：Rinorea soyauxii） M.Brandt
- Rinorea sprucei（瑞典语：Rinorea sprucei） (Eichler) Kuntze
- Rinorea squamata（英语：Rinorea squamata） S.F.Blake
- Rinorea squamosa（瑞典语：Rinorea squamosa） (Boivin ex Tul.) Baill.
- Rinorea stipulata（瑞典语：Rinorea stipulata） Exell
- Rinorea subauriculata（瑞典语：Rinorea subauriculata） Chipp
- Rinorea subglandulosa（瑞典语：Rinorea subglandulosa） De Wild.
- Rinorea subintegrifolia（瑞典语：Rinorea subintegrifolia） (P.Beauv.) Kuntze
- Rinorea subsessilis（瑞典语：Rinorea subsessilis） M.Brandt
- Rinorea sylvatica（瑞典语：Rinorea sylvatica） (Seem.) Kuntze
- Rinorea talbotii（瑞典语：Rinorea talbotii） (Baker f.) De Wild.
- Rinorea ternifolia（瑞典语：Rinorea ternifolia） H.Perrier
- Rinorea tessmannii（瑞典语：Rinorea tessmannii） M.Brandt
- Rinorea thomasii（英语：Rinorea thomasii） Achound.
- Rinorea thomensis（英语：Rinorea thomensis） Exell
- Rinorea tortuosa（瑞典语：Rinorea tortuosa） Taton
- Rinorea tshingandaensis（瑞典语：Rinorea tshingandaensis） Taton
- Rinorea ulmifolia（英语：Rinorea ulmifolia） (Spreng.) Kuntze
- Rinorea umbricola（瑞典语：Rinorea umbricola） Engl.
- Rinorea uniflora Exell
- Rinorea urschii（瑞典语：Rinorea urschii） H.Perrier
- Rinorea vaupesana（瑞典语：Rinorea vaupesana） L.B.Sm. & A.Fernández
- Rinorea verrucosa（瑞典语：Rinorea verrucosa） Chipp
- Rinorea verticillata（瑞典语：Rinorea verticillata） (Boivin ex Tul.) Baill.
- Rinorea villosiflora（英语：Rinorea villosiflora） Hekking
- Rinorea viridiflora（瑞典语：Rinorea viridiflora） (Tul.) Baill.
- Rinorea viridifolia（瑞典语：Rinorea viridifolia） Rusby
- Rinorea welwitschii（英语：Rinorea welwitschii） (Oliv.) Kuntze
- Rinorea whytei（瑞典语：Rinorea whytei） (Stapf) M.Brandt
- Rinorea woermanniana（瑞典语：Rinorea woermanniana） (Büttner) Engl.
- Rinorea yaundensis（瑞典语：Rinorea yaundensis） Engl.
- Rinorea youngii（瑞典语：Rinorea youngii） Exell & Mendonça
- Rinorea zanagensis（瑞典语：Rinorea zanagensis） Achound. & Bos
- Rinorea zenkeri（瑞典语：Rinorea zenkeri） Engl.
- Rinorea zygomorpha（瑞典语：Rinorea zygomorpha） H.E.Ballard & Wahlert

杂交种：
- Rinorea × subumbellata M.Brandt